# Never Let Me Down Again
Singles de Depeche Mode
Strangelove
(1987) Behind the Wheel
(1987)
Pistes de Music for the Masses
The Things You Said
Never Let Me Down Again est le dix-neuvième single du groupe britannique Depeche Mode, sorti dans les bacs le 24 août 1987, et le second single de l'album Music for the Masses. 
Un succès modéré au Royaume-Uni où il n'a atteint que la 22e place du classement des meilleures ventes de single, il fait un carton en RFA où il atteint la 2e place. Ce titre est un succès dans la plupart des pays européens - ainsi qu'en Afrique du Sud - où il entre dans le top 20 ; en France, il se classe à la 29e place. 
Ce morceau connaît également un certain succès aux États-Unis, rentrant dans le Top 75 et y demeurant durant plusieurs semaines.
La jaquette du single comprend une partie d'une carte soviétique montrant la partie nord de la Russie faisant face à l'océan Arctique.

## Signification et prestations en live
La chanson selon sa lecture simple traite de l'amitié (« I'm taking a ride with my best friend / I hope he never lets me down again »), une amitié qui pourrait ne pas être liée forcément à un ami réel puisque la personne « plane » avec son ami, « regardant le monde défiler » et ne voulant « jamais redescendre/mettre pied au sol » (« We're flying high/We're watching the world, pass us by/Never want to come down / Never want to put my feet back down on the ground »). La seconde lecture est plus implicite et traite des effets de l'usage de stupéfiants. 
Never Let Me Down Again est rapidement devenu l'une des chansons préférées des fans, notamment lors des concerts. Plusieurs concerts du groupe ont été achevés avec cette chanson. Dans la vidéo live 101, on peut voir que durant la partie instrumentale sur la fin du morceau, Dave Gahan agite ses bras en vague de gauche à droite, tout le public du stade répétant le geste. Depuis ce moment, il est devenu une tradition que les fans agitent leurs bras de cette manière à la fin de Never Let Me Down Again. 
Le 8 novembre 2001, peu après leur dernière date de l'Exciter Tour à Mannheim en Allemagne, le groupe a joué Never Let Me Down Again aux MTV Europe Music Awards à Francfort.

## Remixes
Le remix principal de Never Let Me Down Again est le "Split Mix", qui est une chanson de neuf minutes comprenant la chanson originelle sans modifications en plus d'une intro et d'une fin électro rajoutée. Le remix s'appelle "Aggro Mix" et est aussi une chanson bonus de la version CD/cassette de Music for the Masses. Le "Split Mix" apparaît également sur Remixes 81–04.
Un autre remix de la chanson par le groupe allemand Digitalism est sorti en 2006 comme l'un des titres bonus de l'édition Digital Deluxe de The Best Of, Volume 1.
Un remix réalisé en 2011 par Eric Prydz figure sur la compilation de remixes Remixes 2: 81–11 sorti le 6 juin 2011.

## Clips musicaux
Il y a en tout et pour tout deux clips musicaux de Never Let Me Down Again. La version originale est en fait le « Split Mix », sans l'intro et la fin, et pendant la section instrumentale de la chanson, les chaussures de Gahan sont montrées marchant seules sans que personne les porte, avant que quelqu'un ne les trouve puis les enfile pour aller danser. Il y a aussi une version écourtée avec seulement la version single de la chanson, et donc sans les chaussures. Ces vidéos sont l'œuvre de Anton Corbijn.

## Face-B
Il y a deux Face-B, l'une comprenant Pleasure, Little Treasure et la deuxième étant To Have and To Hold (Spanish Taster). Ces deux titres sont également disponibles sur la version avec CD bonus de Music for the Masses.

## Liste des chansons
Toutes les chansons sont écrites par Martin L. Gore.

### Vinyle 7": Mute / 7Bong14 (UK)
1. Never Let Me Down Again – 4:20
2. Pleasure, Little Treasure – 2:52

### Vinyle 12": Mute / 12Bong14 (UK)
1. Never Let Me Down Again (Split Mix) – 9:34
2. Pleasure, Little Treasure (Glitter Mix) – 5:34
3. Never Let Me Down Again (Aggro Mix) – 4:53

### Vinyle 12": Mute / L12Bong14 (UK)
1. Never Let Me Down Again (Tsangarides Mix) – 4:22 (remixé par Chris Tsangarides)
2. Pleasure, Little Treasure (Join Mix) – 4:53 (remixé par John Fryer & Paul Kendall)
3. To Have and to Hold (Spanish Taster) – 2:33

### CD: Mute / CDBong14 (UK)
1. Never Let Me Down Again (Split Mix) – 9:34
2. Pleasure, Little Treasure (Join Mix) – 4:53
3. To Have and to Hold (Spanish Taster) – 2:33
4. Never Let Me Down Again (Aggro Mix) – 4:53
5. Never Let Me Down Again – 4:20
6. Pleasure, Little Treasure – 2:52
7. Never Let Me Down Again (Split Mix) – 9:34
8. Pleasure, Little Treasure (Glitter Mix) – 5:34
9. Never Let Me Down Again (Aggro Mix) – 4:53
10. Never Let Me Down Again (Tsangarides Mix) – 4:22
11. Pleasure, Little Treasure (Join Mix) – 4:53
12. To Have and To Hold (Spanish Taster) – 2:33

- Version ressortie en CD en 1992.

## Classements
| Pays        | Meilleure position |
| ----------- | ------------------ |
| France      | 29                 |
| Irlande     | 12                 |
| Italie      | 91                 |
| Pologne     | 8                  |
| Royaume-Uni | 22                 |
| Suède       | 7                  |
| Suisse      | 7                  |

## Reprises connues
- The Smashing Pumpkins ont enregistré une reprise de la chanson et l'ont sortie en tant que face B de leur single de 1994, Rocket. Billy Corgan est un fan de longue date de Depeche Mode. Cette version de la chanson est également comprise dans la bande originale du film Sex Academy (Not Another Teen Movie).  En parlant de l'album hommage For the Masses, dans lequel figure la reprise des Pumpkins, Martin Gore a dit qu'il a « toujours aimé » la version des Pumpkins, tandis que Dave Gahan a dit qu'il l'a « particulièrement aimée », et pensait même qu'elle était "« un peu meilleure » que l'originale[13]. En 1998, au KROQ Almost Acoustic Xmas, Depeche Mode a invité Corgan à venir interpréter sur scène la chanson avec eux.
- Farmer Boys, plus Anneke van Giersbergen (Ex-The Gathering) (Countrified, 1996)
- Berlin (4Play, 2005)
- Tre Lux (A Strange Gathering, 2006)
- The Mission ont enregistré une reprise de cette chanson qui est disponible sur leur album de compilation Aural Delight.
- Sylvain Chauveau a repris la chanson à l'occasion de Down to the Bone - An Acoustic Tribute to Depeche Mode avec Ensemble Nocturne.